# Cynapes baptizatus
Cynapes baptizatus är en spindelart som först beskrevs av Butler 1876.  Cynapes baptizatus ingår i släktet Cynapes och familjen hoppspindlar. Inga underarter finns listade i Catalogue of Life.